# 台灣棋院
臺灣棋院，全名臺灣棋院文化基金會，是臺灣繼中國圍棋會後第二個職業圍棋組織，成立於2000年3月4日。由中環集團董事長翁明顯捐贈基金並擔任基金會董事長。成立初期以奪取世界大賽冠軍及培養本土職業棋士為主旨，近年亦將推廣業餘高段比賽納入業務範圍，銜接業餘及職業二個區塊。
2024年2月20日，台灣棋院與海峰棋院共同宣布，在海峰棋院現行基礎之上，台灣棋院全部業務均轉移至海峰棋院。

## 歷史
- 2000年3月4日，由中環集團董事長翁明顯捐贈基金成立並擔任基金會董事長，首任秘書長為陳國興四段。
- 2007年，第二任秘書長吳昭弘（亞藝國際董事長兼任），同年年底陳錦堆業餘6段（原為臺灣棋院財務長）接任第三任秘書長，執掌臺灣棋院。
- 2008年，陳錦堆秘書長片面要求院內棋士簽合約，並以未簽約為由，停止以周俊勳為首的十多位棋士五年參賽權，等同實質開除，引爆臺灣圍棋二次分裂，棋界震撼．進行中賽事，未簽約者均以裁定敗處理。
- 2024年2月20日，翁明顯與海峰棋院董事長林文伯達成協議；自2024年3月起，由海峰棋院接管台灣棋院業務，包括院生培訓、段位制度、國際賽事聯繫窗口、主辦賽事等事務。[1]

## 退院事件
2008年2月，棋院在未事先與棋士討論的情況下，以凝聚團結棋士為由，要求棋士簽署〈台灣棋院職業棋士同意書〉。內容要求品德端正、不可散播不實言論、需指導院生跟參加院方主辦的業餘推廣活動、參加非台灣棋院主辦的比賽需台灣棋院同意、如參加且獲獎，需將10%回饋台灣棋院、需配合棋院做產品行銷，但可拿10%回饋金等，未簽署者將永久禁賽。該同意書引起包含前一年才拿世界冠軍的周俊勳在內不少棋士反感，認為不受尊重、像是賣身契，最後共有12位棋士（周俊勳九段、林聖賢七段、彭景華七段、周奎宏六段、楊志德五段、周平強四段、林宇翔三段、陳秋龍二段、黨希昀初段、秦士初段、王湘傑初段、魏豪廷二段）未簽署而被禁賽5年，且健保也被取消，並禁止指導院生。隨後這些棋士宣布退出台灣棋院，加入台灣另一職業圍棋組織中國圍棋會，台灣棋院剩下37位棋士，周俊勳當時的王座頭銜也跟著被取消。而中國圍棋會迎來不少新的職業棋士也促使了短暫的榮景。
隨後周俊勳表示要成立台灣棋院、中國圍棋會以外的第三個職業圍棋組織，並認為像台灣棋院都是企業主導，變得像是中環棋院一樣，呼籲政府成立國家棋院，讓企業退為單純舉辦、贊助比賽。之後周俊勳與一些資深職業棋士成立「中華職業圍棋協會」，並得到友士公司的支持、贊助，由該公司董事長勝任會長。在退院1年又7個月後，將要接任台灣棋院董事的海峰棋院董事長林文伯居中協調，終於迫使台灣棋院修改同意書，使這12位棋士再度回到台灣棋院，也造成中國圍棋會停辦十段賽、名人賽。而後台灣棋院提升棋士會（相當於職業棋士的工會）在組織內的地位，棋士會變為直屬於董事會，跟秘書長同等級，整起事件才落幕。

## 晉升制度
- 2000年 同時設立升段賽。
- 2003年 新升段辦法出臺，原升段賽改制為亞藝盃。
- 2005年 升段辦法改版實施。

## 棋賽
- 現行主辦共有天元賽、聯電盃、國手賽、中環碁聖賽、新科職業棋士與業餘菁英棋士對抗賽五項賽事，但棋士也可以參加其他組織舉辦的比賽。

## 所屬棋士
- 九段（9人）
  - 林書陽、蕭正浩、陳詩淵、王元均、周俊勳、林至涵、林君諺、林立祥（日语：林立祥）、許皓鋐
- 八段（5人）
  - 林聖賢、戴嘉伸（日语：戴嘉伸）、賴均輔、林士勛、陳祈睿
- 七段（5人）（女1）
  - 夏大銘（日语：夏大銘）、黑嘉嘉、彭景華、楊博崴（日语：楊博崴）、簡靖庭（日语：簡靖庭）
- 六段（15人）（女1）
  - 陳永安、黃祥任、周可平、周尹南、劉耀文、張哲豪、林修平、周序鋒（日语：周奎宏）、楊志德（日语：楊志徳）、周平強、張凱馨、林宇翔、李維、盧奕銓、徐靖恩
- 五段（10人）（女1）
  - 陳逸達、楊孟允、陳義翔、陳鋒、簡立宸（日语：簡立宸）、陳禧、蔡丞韋、楊子萱、許育祺、牛詩特
- 四段（13人）（女4）
  - 丁少傑、林世民、黃世元、盧鈺樺、林彥丞、俞俐均、蘇聖芳、高昀、黃彥誠、陳威廷、白昕卉、陳首廉
- 三段（25人）（女3）
  - 饒瑞雍、張正平、范揚波、張懷一、黃丞毅、廖冠泓、趙佩哲、陳冠維、張原榮、陳秋龍、王湘傑、魏豪廷、葉紘源、林聖弈、劉建昌、林新為、莊承濬、詹宜典、林子元、彭鐏德、陳劭全、張嘉桓、林怡廷、黨希昀、曾品傑
- 二段（21人）（女4）
  - 陳擎宇、王允中、許長正、蕭愛霖、秦士、何承威、黃道隆、余炳葟、黃偉、李奎漢、施景堯、黃袖圃、孫偉勛、林鈺娗、林瀚彰、林柏宇、王智弘、劉一芳、黃宥騰、李嘉馨、 沈逸恩
- 初段（24人）（女5）（外2）
  - 董友棠、李晶彬、李真雄、謝東霖、簡意弘、朱紹維、舒敬雯、劉川霆、李漢驎、張庭維 、尤浩宇、蕭睿杉、吳彥諶、陳品樺、陳柏菘、黃家胤、鄭予皓、謝承翰、柯沛辰、徐銘均、孫立言、王惇楷、王紫涵、粟睦蓉

【粗體字為女性】（19人）
【斜體字為外籍】（2人）
【粗體字且斜體字為外籍女性】（1人）

## 外部連結
- 臺灣棋院 （页面存档备份，存于）